# Rainer Sontowski
Rainer Sontowski (* 15. April 1959 in Barntrup) ist ein Publizist und Politikwissenschaftler sowie Staatssekretär a. D.

## Leben

### Ausbildung
Rainer Sontowski begann 1981 ein Studium der Politischen Wissenschaft und der Mittleren und Neuen Geschichte an der Universität Hannover, das er 1987 als Magister Artium abschloss. 1989 wurde er zum Dr. phil. promoviert mit einer Dissertationsschrift „Der Bauernverband in der Krise: Ein Beitrag zur politikwissenschaftlichen Neubestimmung gruppenkollektiven Verhaltens“. Darin hat er eine theoretische Neubestimmung bauernverbandlicher Politik vor dem Hintergrund der Korporatismus-Debatte vorgenommen.

### Berufliche Stationen
Nach Referententätigkeiten im Deutschen Bundestag und Niedersächsischen Landtag von 1987 bis 1994 wechselte Rainer Sontowski ins Niedersächsische Kultusministerium, wo er Leiter des Ministerbüros wurde. In dieser Zeit entwickelte sich ein vertrauter Kontakt zu Sigmar Gabriel. 1999 wurde er Leiter des Referates „Politische Planung im Arbeitsstab“ Chef BK im Bundeskanzleramt bei Bodo Hombach. Ein halbes Jahr später übernahm Sontowski die Leitung der Büros des damaligen SPD-Vorsitzenden Gerhard Schröder im SPD-Parteivorstand im Willy-Brandt-Haus bis 2002. Im Jahr 2003 wurde er SPD-Fraktionsgeschäftsführer im Niedersächsischen Landtag. Von 2003 bis 2005 war er Leiter der Abteilung „Presse- und Öffentlichkeitsarbeit“ im Presse- und Informationsamt der Bundesregierung. 2005 erfolgte sein Wechsel ins Bundesministerium für Umwelt, Naturschutz, Bau und Reaktorsicherheit, wo er unter Sigmar Gabriel die Abteilung „Zentralabteilung, Grundsatzangelegenheiten des Umweltschutzes“ von 2005 bis 2009 leitete. Als Sigmar Gabriel zum SPD-Parteivorsitzenden gewählt wurde, übernahm Rainer Sontowski erneut die Leitung des Vorsitzendenbüros im Willy-Brandt-Haus.

### Laufbahn als Staatssekretär
Im Januar 2014 ernannte Sigmar Gabriel ihn zum Staatssekretär im Bundesministerium für Wirtschaft und Energie. Gemeinsam mit Sigmar Gabriel wechselte er im Januar 2017 in gleicher Funktion ins Auswärtige Amt. In beiden Bundesministerien leitete Sontowski zudem das Vizekanzleramt. D. h., er koordinierte die Arbeit der SPD-geführten Ministerien untereinander sowie mit den Bundesländern und dem Bundeskanzleramt. Laut Medienberichten gilt Rainer Sontowski als enger Weggefährte und Vertrauter von Sigmar Gabriel mit Sachverstand, guter Vernetzung und Sinn für Ironie. Er wird als diskret beschrieben und wird in Die Zeit zitiert mit den Worten, dass er es als „Schattenmann“ als Privileg empfinde, für sein Land arbeiten zu dürfen. Laut Berliner Zeitung bezeichnete Sigmar Gabriel ihn als Alter Ego, mit dem Unterschied, dass Sontowski der Ruhigere von den beiden sei. Anfang 2018 wirkte Sontowski an den Koalitionsverhandlungen zwischen SPD, CDU und CSU mit. In den Büchern „Zeitenwende in der Weltpolitik“, „Neuvermessungen“ und „Links neu denken“ wird Rainer Sontowski von Sigmar Gabriel für sein maßgebliches Mitwirken an den Schriften gedankt.
Im Buch „Mehr Mut! Aufbruch in ein neues Jahrzehnt“ dankt Sigmar Gabriel erneut für Rainer Sontowskis maßgebliche Mitarbeit und bezeichnet ihn als „Freund und Wegbegleiter“. Am 22. März 2018 wurde Rainer Sontowski bei einem Festakt im Weltsaal des Auswärtigen Amtes vom Bundesminister des Auswärtigen aus dem Dienst verabschiedet. Seitdem ist er als freier Berater, Schriftsteller und Ghostwriter in Berlin tätig.